# Lenzenmühle (Aurachtal)
Lenzenmühle ist ein Gemeindeteil der Gemeinde Aurachtal im Landkreis Erlangen-Höchstadt (Mittelfranken, Bayern). Lenzenmühle liegt in der Gemarkung Falkendorf.

## Geografie
Die Einöde besteht aus einem Wohngebäude und vier Nebengebäuden. Sie liegt an der Mittleren Aurach. Im Süden grenzt der Tonwald an. Ein Anliegerweg führt 100 Meter weiter nördlich zur Staatsstraße 2244, die nach Falkendorf (1,1 km westlich) bzw. nach Herzogenaurach verläuft (2 km östlich). An der Einöde verläuft der Fränkische Marienweg vorbei.

## Geschichte
Der Ort wurde 1516 erstmals urkundlich erwähnt. Ursprünglich wurde sie „Mittelmühle“ genannt. Der heutige Name ist erst seit dem 18. Jahrhundert gebräuchlich.
Gegen Ende des 18. Jahrhunderts bestand Lenzenmühle aus einem Anwesen. Das Hochgericht übte das brandenburg-bayreuthische Fraischvogteiamt Emskirchen-Hagenbüchach aus. Die Mühle hatte das bambergische Amt Herzogenaurach als Grundherrn.
Von 1797 bis 1810 unterstand der Ort dem Justizamt Markt Erlbach und Kammeramt Emskirchen. Im Rahmen des Gemeindeedikts wurde Lenzenmühle dem 1811 gebildeten Steuerdistrikt Münchaurach zugeordnet. Es gehörte der 1813 gegründeten Ruralgemeinde Falkendorf an.
Am 1. Januar 1972 wurde Falkendorf im Zuge der Gebietsreform in die neu gebildete Gemeinde Aurachtal eingegliedert.

### Baudenkmal
- Lenzenmühle 1: Mühle

### Einwohnerentwicklung
| Jahr      | 001818 | 001861 | 001871 | 001885 | 001900 | 001925 | 001950 | 001961 | 001970 | 001987 |
| Einwohner | 5      | 8      | 9      | 9      | 6      | 4      | 6      | 6      | 5      | 5      |
| Häuser    | 1      |        |        | 1      | 1      | 1      | 1      | 1      |        | 1      |
| Quelle    | [ 9 ]  | [ 10 ] | [ 11 ] | [ 12 ] | [ 13 ] | [ 14 ] | [ 15 ] | [ 16 ] | [ 17 ] | [ 18 ] |

## Religion
Der Ort ist römisch-katholisch geprägt und nach St. Magdalena (Herzogenaurach) gepfarrt. Die Einwohner evangelisch-lutherischer Konfession sind nach St. Peter und Paul (Münchaurach) gepfarrt.